# Aconogonon jurii
Aconogonon jurii är en slideväxtart som först beskrevs av Boris Vassilievich Skvortsov, och fick sitt nu gällande namn av J. Holub. Aconogonon jurii ingår i släktet sliden, och familjen slideväxter. Inga underarter finns listade i Catalogue of Life.